# Denise Pessôa
Denise da Silva Pessôa ou simplesmente Denise Pessôa (Caxias do Sul, 17 de junho de 1983), é uma política brasileira filiada ao Partido dos Trabalhadores (PT). Foi a primeira mulher da Serra Gaúcha a ser eleita deputada federal, após ter ter sido eleita vereadora, em quatro mandatos consecutivos em Caxias do Sul.
Denise é arquiteta e urbanista, com MBA em Administração Pública e Gerência de Cidades, além de especialização em Gestão Estratégica de Políticas Públicas.

## Carreira política
Denise ingressou na política em 2008, aos 25 anos, tornando-se a vereadora mais jovem eleita em Caxias do Sul. Na reeleição em 2012, foi a única mulher a ocupar uma cadeira no legislativo municipal. Em 2016 consagrou-se, a vereadora mais votada do seu partido. Em 2020 foi a mulher mais votada em Caxias do Sul, ficando em segundo lugar nas eleições municipais.
Em 2022, foi presidenta da Câmara Municipal de Caxias do Sul. No mesmo ano se tornou a primeira mulher de Caxias do Sul e da Serra Gaúcha a ser eleita deputada federal, com 44.241 votos. Ela também fez história ao ser eleita a primeira mulher negra deputada federal da Serra Gaúcha, e uma das poucas do RS.
Com uma trajetória política marcada por quatro mandatos como vereadora em Caxias do Sul, Denise destacou-se por sua atuação na presidência da Comissão de Direitos Humanos e Cidadania e na Comissão de Legislação Participativa e Comunitária. Também atuou como Procuradora Especial da Mulher no Legislativo de Caxias do Sul. No Legislativo Municipal, atuou, ainda, junto às comissões de Desenvolvimento Urbano, Transporte e Habitação e de Educação.
No primeiro ano como deputada federal, Denise direcionou mais de R$ 63 milhões em emendas para Caxias do Sul, com investimentos em saúde, educação, esporte e lazer. Entre suas conquistas, destaca-se a implantação da Universidade Federal da Serra Gaúcha, com a recente visita do Ministério da Educação ao campus 8 da UCS para avaliar o projeto.
Em 2024, Denise concorreu à prefeitura de Caxias do Sul, tendo Alceu Barbosa Velho do Partido Democrático Trabalhista (PDT) como candidato a vice-prefeito. Ela obteve 61.684 votos (26,29%), terminando a disputa em terceiro lugar.

## Desempenho em eleições
| Ano  | Eleição                        | Partido | Cargo             | Votos  | %        | Resultado  | Ref.   |
| ---- | ------------------------------ | ------- | ----------------- | ------ | -------- | ---------- | ------ |
| 2008 | Municipal de Caxias do Sul     | PT      | Vereadora         | 3.635  | (1,52%)  | Eleita     | [ 10 ] |
| 2012 | Municipal de Caxias do Sul     | PT      | Vereadora         | 2.731  | (1,15%)  | Reeleita   | [ 11 ] |
| 2016 | Municipal de Caxias do Sul     | PT      | Vereadora         | 3.312  | (1,48%)  | Reeleita   | [ 12 ] |
| 2018 | Estaduais no Rio Grande do Sul | PT      | Deputada Estadual | 9.129  | (0,17%)  | Suplente   | [ 13 ] |
| 2020 | Municipal de Caxias do Sul     | PT      | Vereadora         | 5.117  | (2,39%)  | Reeleita   | [ 14 ] |
| 2022 | Estaduais no Rio Grande do Sul | PT      | Deputada Federal  | 44.241 | (0,72%)  | Eleita     | [ 15 ] |
| 2024 | Municipal de Caxias do Sul     | PT      | Prefeita          | 61.684 | (26,29%) | Não eleita | [ 9 ]  |